# 마계전기 디스가이아 (비디오 게임)
《마계전기 디스가이아》(魔界戦記ディスガイア)는 니폰이치 소프트웨어가 제작한 전략 롤플레잉 게임이다. 《마계전기 디스가이아》 시리즈의 첫 번째 작품으로, 2003년 플레이스테이션 2 기종으로 처음 출시됐다. 영어판 제목은 《디스가이아: 어둠의 시간》이다.
2006년 새 기능이 담긴 개선판이 플레이스테이션 포터블로 발매됐으며, 2008년 이에 기반한 닌텐도 DS 이식판이 발매됐다. 2016년에 마이크로소프트 윈도우로 플레이스테이션 포터블판에 기반한 완전판이 출시됐으며, 이를 바탕으로 닌텐도 스위치, 플레이스테이션 4 등 이후 기종으로 이식됐다.
2013년에 본 작품의 10년 후 이야기를 다룬 직속 후속작 《마계전기 디스가이아 D2》가 발매됐다.

## 게임플레이
디스가이아(Disgaea)는 전술적 롤플레잉 게임이다. 전투 게임플레이는 정사각형 격자로 나누어진 지도에서 진행된다. 플레이어는 각각 그리드의 단일 사각형을 차지하고 적 그룹과 전투를 수행하는 인간형 유닛과 몬스터로 구성된 분대를 제어한다. 선택한 캐릭터와 공격에 따라 플레이어는 특정 적 유닛이나 지도의 지정된 지역에 피해를 줄 수 있다. 모든 적 유닛 또는 플레이어의 모든 유닛이 파괴되면 전투가 종료된다.
인간형 캐릭터는 아군이 더 멀리 이동할 수 있도록 하거나 적군이 거리를 유지하도록 하기 위해 지도에서 다른 유닛을 들어올리고 던질 수 있다. 이를 통해 플레이어는 적을 베이스 패널에 던져 적을 포획할 수도 있다. 이 적들은 동맹이 되며 후속 맵에서 사용할 수 있다. 이런 방식으로 적을 포획할 가능성은 여러 요인에 따라 달라진다. 적을 포획하지 못하면 베이스 패널 내부의 모든 캐릭터가 사망하고, 적은 살아남게 된다.

## 평가
| 통합 점수   | 통합 점수 |
| 통합사      | 점수      |
| ----------- | --------- |
| 게임랭킹스  | 86%       |
| 메타크리틱  | 84/100    |
| 평론 점수   |           |
| 평론사      | 점수      |
| 1UP.com     | B         |
| 게임 인포머 | 8.75/10   |
| 게임스팟    | 8.1/10    |
| 게임스파이  | [ 10 ]    |
| IGN         | 9.4/10    |

| 수상    | 수상                           |
| 평론사  | 수상                           |
| ------- | ------------------------------ |
| IGN     | PS2: Best Game No One Played   |
| GameSpy | PS2: Strategy Game of the Year |

IGN의 2003년 최고상 PS2 부문에서 마계전기 디스가이아는 "아무도 플레이하지 않은 최고의 게임"을 수상했으며, "최고의 전략 게임" 부문에서 리더스 초이스 및 2위 상을 받았다. 하이퍼의 대니얼 윌크스(Daniel Wilks)는 마계전기 디스가이아의 "훌륭한 전략과 거대하고 재미있는" 점을 칭찬한다. 이 게임은 일렉트로닉 게이밍 먼슬리에서 8.5/8/7.5점을 받았으며 잡지의 셰인 베텐하우젠(Shane Bettenhausen)은 "여기 즉석 컬트 고전이 있다. 디스가이아는 매우 창의적이고 도전적이며 재미있기 때문에 RPG 게이머의 관심을 받을 만합니다"라고 말했다. 그러나 그는 "구식적인 시각적 얼룩 아래에 보람있는 게임 플레이와 기발한 유머가 있다. PS1에서 할 수 없었던 일이 많지 않습니다"라고 언급했다.
게임스파이의 올해의 게임 상 PS2 부문에서 10점 만점에 9위를 차지했으며 "올해의 전략 게임"을 수상했다. 제7회 연례 Interactive Achievement Awards에서 Academy of Interactive Arts and Sciences는 디스가이아를 "올해의 콘솔 롤플레잉 게임"으로 선정했으며 최종적으로 Star Wars: Knights of the Old Republic에 선정되었다.
디스가이아의 성공으로 6개의 속편, 여러 차례의 스핀오프 및 다른 미디어로의 각색이 이루어진 프랜차이즈가 출시되었다.

## 참조
1. ↑  영어: Disgaea: Hour of Darkness